# Біспінор
Біспінор — узагальнений вектор, що складається з двох компонент (спінорів), який використовується для опису групи обертань евклідового або псевдоевклідового простору. Біспінор зводиться до чотирикомпонентного стовпчика - пари двокомпонентних стовпчиків:
{\displaystyle \psi =\left({\begin{matrix}\varphi ^{\alpha }\\\chi ^{\beta ^{\prime }}\end{matrix}}\right)}
де індекси {\displaystyle \alpha } і {\displaystyle \beta ^{\prime }} пробігають значення 1 і 2.
Біспінор - це діраківський спінор в поданні, де матриця діагональна (див. рівняння Дірака).
У квантовій теорії поля біспінори зручні для однакового опису масивних і безмасових релятивістських частинок зі спіном 1/2.

## Математичне представлення
Повні співвідношення для біспіноров u і v:

{\displaystyle \sum _{s=1,2}{u_{p}^{(s)}{\bar {u}}_{p}^{(s)}}=p\!\!\!/+m,}

{\displaystyle \sum _{s=1,2}{u_{p}^{(s)}{\bar {v}}_{p}^{(s)}}=p\!\!\!/-m,}

де {\displaystyle a\!\!\!/=\gamma ^{\mu }p_{\mu }\,} — біспінор, тут нештриховані і штриховані індекси пробігають значення 1 і 2. По відношенню до групи тривимірних обертань  є звичайними спінорами, перетворюючись за представленням зі спіном 1/2. Різниця між ними проявляється при перетвореннях Лоренца: Спінор перетворюються за представленнями, які комплексно спряжені один одному, по т. з. представленням групи Лоренца.